# Aleksandr Kolmakov
Aleksandr Petróvich Kolmakov (en ruso: Александр Петрович Колмаков) es un militar ruso nacido el 31 de julio de 1955 en Koroliov (Óblast de Moscú). El 8 de septiembre de 2003 sustituyó a Georgi Shpak como comandante de las Tropas Aerotransportadas.